# Rukkor
Rukkor (románul: Rucăr) falu Romániában, Erdélyben, Brassó megyében.

## Fekvése
Fogarastól nyugatra, Besimbáktól északra, az Olt jobb partján fekvő település.

## Története
Rukkor nevét az oklevelek 1387-ben említették először villa Ruckeri dicta, v. Ruackeri formában. Későbbi névváltozatai: 1492-ben Rwckersdorf, 1506-ban Rwkenn (Scheiner 123), 1611-ben Ruchar, 1614-ben Rukar, 1733-ban Rukkor, 1750-ben Rukor, 1760–1762között Rukkür, 1805-ben Rukkor, 1808-ban Rukor ~ Rukárd, Ruckendorf, Rukur, 1861-ben Rukkor, 1888: Rukkor (Ruker, Rukur), 1913-ban Rukkor.
A falu egykor Felső-Fehér vármegyéhez és részben Szebenszékhez tartozott; híres volt szőlőtermesztéséről is. Az ide csatolt falvakban a népviselet eltért a Fogaras-vidékitől: a rukkori román nők turbán-kendőjüket kétszarvú fejdíszszé formálták. Teleki Mihály levelében e falut is említette Rukaj néven.
A trianoni békeszerződés előtt Fogaras vármegye Alsóárpási járásához tartozott. 1910-ben 654 lakosából 649 román volt. Ebből 153 görögkatolikus, 494 görögkeleti (ortodox).

## Források

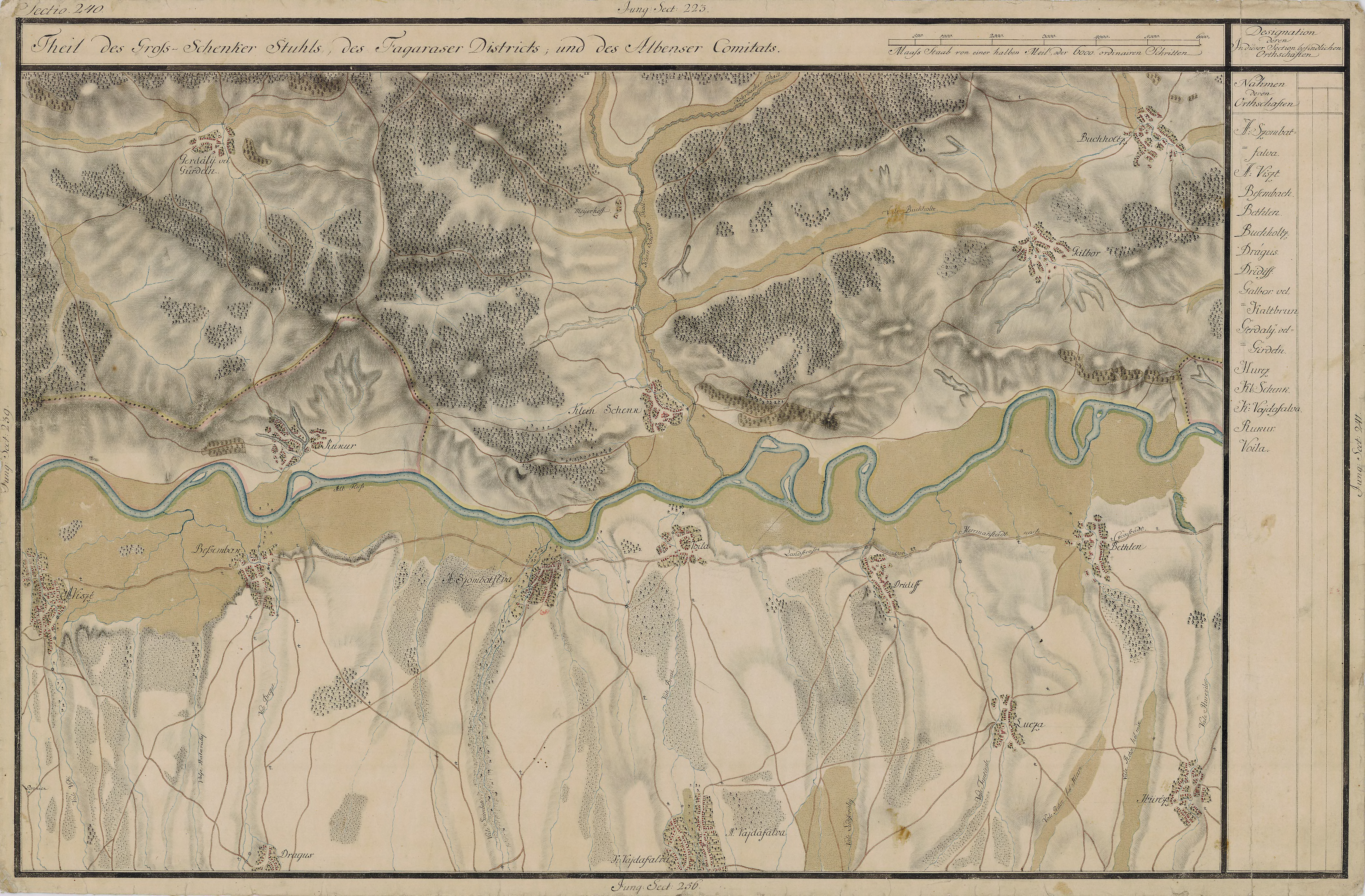
Rukkor egy régi térképen